# Neopelma chrysolophum
El saltarín de Serra do Mar (Neopelma chrysolophum), es una especie de ave paseriforme de la familia Pipridae, perteneciente al género Neopelma. Es endémico de la Mata Atlántica del sureste de Brasil.

## Distribución y hábitat
Se distribuye en la región litoraleña del sureste de Brasil, desde el centro este de Minas Gerais y Río de Janeiro hacia el sur hasta el extremo sur de São Paulo y probablemente en el este de Paraná adyacente.
Esta especie es considerada poco común y local en sus hábitats naturales: el estrato medio y los bordes de bosques húmedos de la Serra do Mar, y en crecimientos secundarios, mayormente entre los 900 y 1750 m de altitud, principalmente en áreas donde abunda el bambú y los helechos.

## Descripción
Mide 13 cm de longitud. Presenta en la corona un notorio parche color amarillo naranja. El plumaje del resto de las partes superiores es verde oliva; la garganta es blancuzca, el pecho grisáceo y el vientre amarillo muy claro.
Se diferencia de Neopelma aurifrons por el mayor tamaño de la mancha amarilla de la corona y especialmente por su canto diferente más largo, rápido, vivo y nítido «chip, chip dri, zi, zi, zew».

## Sistemática

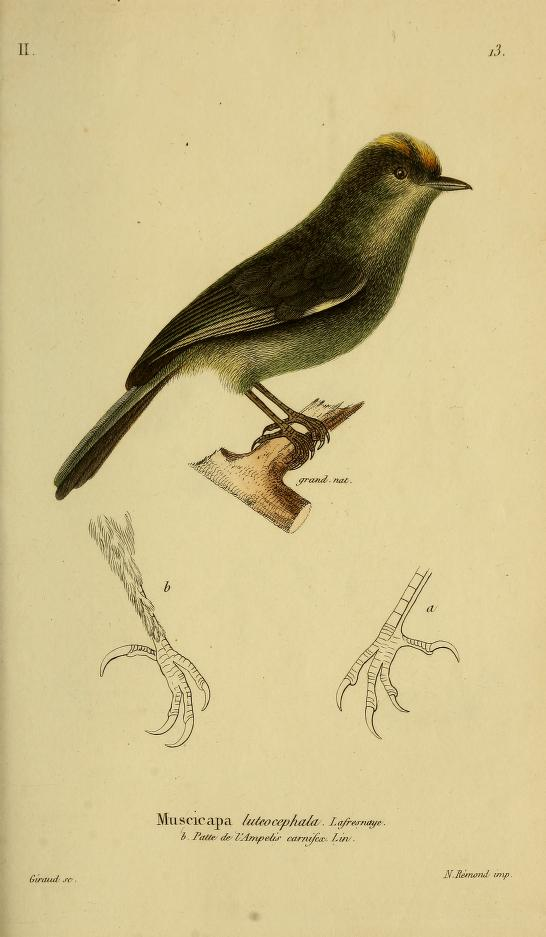
Muscicapa luteocephala, ilustración de Guérin-Méneville en Magasin de Zoologie, 1833.

### Descripción original
Originalmente fue descrita por el naturalista francés Frédéric de Lafresnaye en 1833 como Muscicapa luteocephala, pero el nombre estaba pre-ocupado; en 1944, el zoólogo brasileño Olivério Mário de Oliveira Pinto la re-describió bajo el nombre científico de subespecie Neopelma aurifrons chrysolophum; la localidad tipo no fue dada, el holotipo es de «Minas Gerais, Brasil».

### Etimología
El nombre genérico neutro «Neopelma» se compone de las palabras del griego «neos» que significa ‘nuevo’, ‘diferente’, y «pelma, pelmatos» que significa ‘suela del pie’; y el nombre de la especie «chrysolophum», se compone de las palabras del griego «khrusos» que significa ‘oro’, y «lophos» que significa ‘cresta’.

### Taxonomía
Fue descrita y anteriormente se consideraba una subespecie de Neopelma aurifrons. Es monotípica.